# Medaglia di Sant'Olav
La medaglia di Sant'Olav (in norvegese St. Olavsmedaljen) è un'onorificenza istituita nel marzo 1939 per premiare gli individui che abbiano diffuso la conoscenza della Norvegia e la promozione del collegamento tra i norvegesi residenti all'estero e il paese d'origine.

## Concessione
La medaglia viene concessa dal re su proposta dalla cancelleria dell'Ordine reale norvegese di Sant'Olav e dell'Ordine reale norvegese al merito.
Viene concessa in un unico grado: 
Argento
Viene concessa a cittadini norvegesi e stranieri che abbiano diffuso la conoscenza della Norvegia e la promozione del collegamento tra i norvegesi residenti all'estero e il paese d'origine. Può venire concessa anche a cittadini che si siano particolarmente distinti nelle arti, nella cultura, nel lavoro e nello sport..

## Insegne
La medaglia realizzata in argento è tonda con l'immagine del Re di Norvegia e il suo motto sul lato anteriore e la croce di Olav sul retro.
Il nastro è rosso con il bordo bianco diviso in due parti uguali da una riga blu.
Va indossata sul lato sinistro del petto.